# قائمة أولياء العهد الحاليين
هذه هي قائمة الورثة الحاليين وأولياء العهد لعروش العالم اعتبارًا من 30 اغسطس 2024 .

## قائمة الورثة الظاهرين
| البلد                                 | الصورة | شعار ولي العهد | الاسم                  | اللقب | تاريخ الميلاد (العمر) | استلام المنصب  | العلاقة مع الملك                                                   |
| ------------------------------------- | ------ | -------------- | ---------------------- | --- | --------------------- | -------------- | ------------------------------------------------------------------ |
| المملكة المتحدة والاقاليم التابعة لها |        |                | ويليام                 | أمير ويلز، دوق كورنوال، دوق روثيساي، إيرل تشيستر، إيرل كاريك، بارون رينفرو، سيد الجزر، والأمير والخادم الأعظم لاسكتلندا. |                       | 8 سبتمبر 2022  | الابن الأكبر للملك تشارلز الثالث                                   |
| البحرين                               |        |                | سلمان                  | ولي عهد البحرين رئيس وزراء البحرين                                                                                       |                       | 6 مارس 1999    | الابن الأكبر لـلملكحمد بن عيسى بن سلمان آل خليفة                   |
| بلجيكا                                |        |                | إليزابيث               | أميرة بلجيكا دوقة برابانت                                                                                                |                       | 21 يوليو 2013  | الابن الأكبر للملك Philippe                                        |
| بوتان                                 |        |                | جيغمي نامجيل وانجتشوك  | ولي عهد بوتان دروك جيالسي أمير بوتان                                                                                     |                       | 5 فبراير2016   | الابن الأكبر للملك جيغمه خيسار نمجيل وانغشاك                       |
| بروناي                                |        |                | المهتدي بالله البلقيه  | ولي عهد بروناي دار السلام                                                                                                |                       | 17 فبراير1974  | الابن الأكبر للسلطانحسن البلقية                                    |
| الدنمارك                              |        |                | كريستيان               | ولي عهد الدنمارك Count of Monpezat                                                                                       |                       | 14 يناير 2024  | الابن الأكبر للملك فريدريك العاشر                                  |
| الأردن                                |        |                | الحسين                 | ولي عهد الاردن |                       | 28 نوفمبر 2004 | الابن الأكبر للملك Abdullah II                                     |
| الكويت                                |        |                | صباح خالد الحمد الصباح | الشيخ, ولي عهد الكويت |                       | 2 June 2024    | ابن عم الأمير الثاني مشعل الأحمد الجابر الصباح, ابن أخ من جهة الأم |
| ليسوتو                                |        |                | ليروتولي سيسو          | ولي عهد ليسوتو |                       | 18 ابريل 2007  | الابن الوحيد للملك ليتسي الثالث                                    |
| ليختنشتاين                            |        |                | ألويس                  | الأمير الوراثي لليختنشتاين، كونت ريتبيرج ‏                                                                                |                       | 13 نوفمبر 1989 | الابن الأكبر للاميرHans-Adam II                                    |
| لوكسمبورغ                             |        |                | جيولايم                | الدوق الأكبر الوراثي للوكسمبورج                                                                                          |                       | 7 October 2000 | الابن الأكبر للدوق الأكبر هنري                                     |
| موناكو                                |        |                | جاك هونوريه رينيه      | الأمير الوراثي لموناكو، ماركيز بوكس                                                                                      |                       | 10 ديسمبر 2014 | الابن الشرعي الوحيد للأمير ألبير الثاني                            |
| المغرب                                |        |                | الحسن                  | الحسن بن محمد |                       | 8 مايو 2003    | الطفل الأكبر لمحمد السادس بن الحسن                                 |
| هولندا                                |        |                | كاتارينا أماليا        | أمير أورانيا |                       | 30 ابريل 2013  | الابنة الكبرى للملك فيليم ألكساندر                                 |
| النرويج                               |        |                | هاكون                  | ولي عهد النرويج |                       | 17 يناير 1991  | الابن الوحيد للملك هارلد الخامس                                    |
| سلطنة عمان                            |        |                | ذي يزن                 | سيد, ولاية العهد في سلطنة عمان                                                                                           |                       | 12 يناير 2021  | الابن الاكبر للسلطان هيثم بن طارق                                  |
| السعودية                              |        |                | محمد بن سلمان          | ولاية العهد السعودية, رئيس الوزارء                                                                                       |                       | 21 يونيو 2017  | ابن الملك سلمان بن عبد العزيز                                      |
| السويد                                |        |                | فيكتوريا               | ولية عهد السويد دوقة فاسترجوتلاند                                                                                        |                       | 1 يناير 1980   | الابن الأكبر للملك كارل السادس عشر غوستاف                          |
| تونغا                                 |        |                | توبوتو ألوكالالا       | ولي عهد تونجا |                       | 18 مارس 2012   | الابن الأكبر لـمملكتوبو السادس                                     |
| الإمارات العربية المتحدة              |        |                | خالد                   | ولي عهد أبو ظبي |                       | 29 مارس 2023   | الابن الأكبر لمحمد بن زايد آل نهيان                                |

## في الملكيات الفيدرالية

### ماليزيا
| العلم              | الشعار                     | الولاية | الصورة | اللقب                  | الوريث الحالي              | تاريخ الميلاد (العمر) | العلاقة مع الملك                              |
| ------------------ | -------------------------- | ------- | ------ | ---------------------- | -------------------------- | --------------------- | --------------------------------------------- |
| Flag of Johor      | Coat of arms of Johor      | جوهر    |        | ولي العهد              | تنكو اسماعيل ادريس         |                       | الابن الأكبر لـلسلطان إبراهيم إسماعيل         |
| Flag of Kedah      | Coat of arms of Kedah      | قدح     |        | راجا مودا الامير الشاب | تنكو سارافودين بادليشاه    |                       | الابن الأكبر للسلطان صالح الدين سلطان قدح     |
| Flag of Pahang     | Coat of arms of Pahang     | فهغ     |        | ولي العهد              | تنكو حسنال ابراهيم علم شاه |                       | الابن الأكبر الباقي للسلطان عبد الله أحمد شاه |
| Flag of Perak      | Coat of arms of Perak      | فيرق    |        | راجا مودا الامير الشاب | رجا جعفر                   |                       | ابن عم رابع للسلطان نزرين شاه سلطان فيرق      |
| Flag of Perlis     | Coat of arms of Perlis     | برليس   |        | راجا مودا الامير الشاب | فائز الدين جمل الليل ‏      |                       | الابن الأكبر لـ سراج الدين جمل الليل          |
| Flag of Selangor   | Coat of arms of Selangor   | سلاغور  |        | راجا مودا الامير الشاب | تنكو أمير شاه              |                       | الابن الأكبر للسلطان شرف الدين إدريس شاه      |
| Flag of Terengganu | Coat of arms of Terengganu | ترغكانو |        | يانغ دي بيرتوان مودا   | تنكو محمد اسماعيل          |                       | الابن الأكبر للسلطان ميزان زين العابدين       |

### الإمارات العربية المتحدة
| الإمارة          | صورة | الوريث الواضح | العلاقة مع الحاكم                         |
| ---------------- | ---- | ------------- | ----------------------------------------- |
| إمارة أبوظبي     |      | خالد          | الابن الأكبر لمحمد بن زايد آل نهيان       |
| إمارة عجمان      |      | عمار          | الابن الأكبر لحميد بن راشد النعيمي الثالث |
| إمارة دبي        |      | حمدان         | الابن الثالث لمحمد بن راشد آل مكتوم       |
| إمارة الفجيرة    |      | محمد          | الابن الأكبر لحمد بن محمد الشرقي          |
| إمارة رأس الخيمة |      | محمد          | الابن الأكبر لسعود بن صقر القاسمي         |
| إمارة الشارقة    |      | السلطان       | ابن عم سلطان بن محمد القاسمي؛ شقيق الزوجة |
| إمارة أم القيوين |      | رشيد          | ابن سعود بن راشد المعلا                   |

## الملوك الحاليون الذين ليس لديهم وريث واضح
| البلد     | الملك الحالي                             | السبب وراء عدم وجود ولي عهد                                          | الشعار | الصورة | الوريث المفترض الحالي      | العلاقة                                                          |
| --------- | ---------------------------------------- | -------------------------------------------------------------------- | ------ | ------ | -------------------------- | ---------------------------------------------------------------- |
| أندورا    | الأمير المشارك جوان إنريك فيفيس في صقلية | بصفته أسقف أورغيل، يجب أن يتم تعيين خليفته من قبل البابا.            |        |        | جوزيب لويس سيرانو بينتينات | بصفته أسقفًا مساعدًا لأورجيل، سيخلف رئيس الأساقفة فيفيس عند تقاعده |
| أندورا    | الأمير المشارك إيمانويل ماكرون           | بصفته رئيسًا لفرنسا، يجب أن يتم انتخاب ولي العهد المواطنين الفرنسيين. | لا أحد | لا أحد | لا أحد                     | لا أحد                                                           |
| كمبوديا   | الملك نورودوم سيهاموني                   | الملك الجديد سيكون منتخب.                                            | لا أحد | لا أحد | لا أحد                     | لا أحد                                                           |
| إسواتيني  | الملك مسواتي الثالث                      | خلافة العرش السوازيلاندي                                             | لا أحد | لا أحد | لا أحد                     | لا أحد                                                           |
| اليابان   | الإمبراطور ناروهيتو                      | الإمبراطور ليس له أبناء.                                             |        |        | فوميهيتو                   | الأخ الأصغر للإمبراطور ناروهيتو                                  |
| ماليزيا   | رئيس الدولة إبراهيم إسماعيل              | سيتم انتخاب ملك جديد.                                                |        |        | نزرين شاه سلطان فيرق       | التالي في الترتيب الفعلي للتناوب                                 |
| قطر       | الأمير تميم بن حمد آل ثاني               | يجب تعيين خليفة.                                                     |        |        | عبدالله                    | الأخ غير الشقيق للأمير تميم بن حمد آل ثاني                       |
| إسبانيا   | الملك فيليب السادس ملك إسبانيا           | ليس للملك أبناء.                                                     |        |        | ليونور                     | الابنة الكبرى للملك فيليب السادس ملك إسبانيا                     |
| تايلاند   | الملك فاجيرالونغكورن                     | للملك عدة أبناء، لكن لم يتم تسمية أي منهم وليا للعهد.                |        |        | ديبانكورن راسميجوتي        | الابن الشرعي للملك فاجيرالونغكورن                                |
| الفاتيكان | البابا فرنسيس                            | يجب أن يتم انتخاب الخليفة في المجمع البابوي.                         | لا أحد | لا أحد | لا أحد                     | لا أحد                                                           |

## الملوك الفيدراليون الحاليون بدونوريث واضح
| صاحب السيادة | الملك الحالي | سبب عدم وجود وريث واضح    | صورة   | الوريث المفترض الحالي | علاقة                           |
| ------------ | ------------ | ------------------------- | ------ | --------------------- | ------------------------------- |
| كلنتن        | محمد الخامس  | ليس للسلطان أبناء شرعيون. |        | تنكو محمد فخري بترا   | الأخ الأصغر للسلطان محمد الخامس |
| نكري سمبيلن  | توانكو محرز  | يجب انتخاب الخليفة .      | لا أحد | لا أحد                | لا أحد                          |